# Jerzy Koriatowic
Jerzy (zm. między 3 czerwca 1374 a 17 marca 1375) – syn księcia Nowogródka Koriata Giedyminowicza, książę podolski.

## Życiorys
W 1352 uczestniczył w zawieraniu traktatów litewsko–polskich w latach 1352 i 1366. Najprawdopodobniej przed 1366 objął władzę nad ziemiach podolskich. Przed 3 czerwca 1374 książę przejął również kontrolę na Mołdawią. Nie wiadomo, czy był żonaty i czy pozostawił potomstwo. W literaturze bywa niekiedy łączony z Jugą, hospodarem mołdawskim.